# 君野由奈
君野 ゆな（きみの ゆな、1993年5月17日 - ）は、日本のAV女優。

## 略歴・人物
東京都出身。2013年9月、「君野由奈（きみの ゆな）」の芸名でアダルトビデオメーカー・kawaii*の専属女優としてAVデビュー。4作品目の『初めての、ショートカット☆りにゅ～ある』でショートカットにイメージチェンジした。所属事務所はプライムエージェンシー。

## 出演作品

### アダルトDVD
2013年
- 新人!kawaii*専属デビュ→ ピアノ歴16年の名門お嬢様女子大生♪（9月25日、kawaii*）[4]
- 絶対音感美少女のイキすぎっ4回エッチッチ!（10月25日、kawaii*）[4]
- 初めての、ショートカット☆ りにゅ〜ある（11月25日、kawaii*）[4]
- かわいい妹2人と夢の同棲性活（12月25日、kawaii*）共演:朝日まな[4]

2014年
- 素人輪姦計画。 ゆとり世代のグループが自分の彼女を輪姦した一部始終を盗撮・そして発売。（2月21日、MAGIC）
- 生徒手帳を落とした女子校生の弱みに付け込んでやっちゃった俺（3月6日、AKNR）他出演:柚本ひまり、小西まりえ[1][4]
- 酔い潰れた女に手を出したら声を押し殺して感じ始めた（3月20日、AKNR）他出演:堀内秋美、涼風ことの[1][4]
- 美少女即ハメ白書 22（3月21日、ソクハメラボ）他出演:市川まほ、あゆみ翼、後藤真由里[4]
- 純朴美少女と、情欲の交わり（3月25日、オーロラプロジェクト）[4]
- クラスの女子が、スカートがめくれ上がったまま気づかないでいるのを偶然見つけてしまった僕。ウブそうで可愛いあの子がまさかこんなド派手な下着を着けているなんて…。そのギャップに興奮した僕は教えてあげなきゃ!と思いつつもパンツに釘付けになってしまい…（4月1日、DOC）他出演:大森玲菜、夏海いく
- 通学中のチャリパンJKに発情しちゃった俺（4月10日、AKNR）他出演:藤嶋唯、杉原優[1][4]
- 上司・同僚・部下にはゼッタイ内緒! 美人OLのAV出演（4月11日、S級素人）他出演:天音遥香、仁美まどか、板垣あずさ[1]
- 女が男性器(ち●ぽ)を買うお店 女子大生の間で人気急上昇!「キ○タマはパンパンに張ってて精子が詰まってる方が可愛いよね〜」「分かる〜それでデカチンのカリ高だと最高!」 洋服を選ぶようにお好みち○ぽを選び、試着する感覚でハメて、当たり前のように中出し!!（4月24日、ディープス）他出演:湊莉久、高梨あゆみ[1][4]
- 介護ヘルパーの大きな尻に浮き出る透けパンに発情した俺（4月24日、AKNR）他出演:浅倉結衣、みおり舞[1][4]
- 中出しOK娘 飯田橋編（5月9日、S級素人）他出演:川菜美鈴、雫月こと、星川麻紀[1]
- 両親がいない日、僕は妹と精子が枯れるまで1日中ヤリまくった。（5月23日、TMA）[1][4]
- 結婚式前にウェディングドレス姿で記念写真を撮影する幸せ絶頂のカップルの花嫁に『媚薬』、新郎に『眠剤』を飲ませたら、ウェディングドレス姿の花嫁が発情! 寝ている新郎の目の前で他人のチ○ポを求め、ヨダレをダラダラ流しながら腰を振りまくって初めての浮気!（6月5日、Hunter）他出演:芹沢つむぎ、芦名ユリア、原千草、若桜りく
- 親にも学校にも言えない、女子校生放課後限定バイト 3（6月13日、S級素人）他出演:愛須心亜、佳苗るか、板垣あずさ[1]
- 超敏感!!妄想大好きレディコミ愛読者を公募で集めて電マ責め我慢出来たら10万円、ダメなら即SEX!!（6月13日、S級素人）他出演:井上英李、山手栞、涼風ことの、雫月こと、HIKARI、桃原まみか、星川麻紀 ほか
- 初中出しSEXがスグに流出しちゃったシロウト娘たち 4時間スペシャル（6月27日、S級素人）他出演:板垣あずさ、涼風ことの、波瑠宮そら
- 生中出し女子校生4時間 Special Selection（8月8日、BAZOOKA）他出演:咲田ありな、星川麻紀、若桜りく、雫月こと

#### イメージDVD
- Yuna プリンセスの冒険（2013年10月3日、グラッツコーポレーション）[4]